# Алтуфьевы
Алтуфьевы (Олтуфьевы) — древний русский дворянский род.

## История рода
Известен по документам (с 1495). Борис Алтуфьев воевода в  Тарвасе (1571). Пинай Алтуфьев владел поместьем в Московском уезде (1573).
Дворянский род происходит от лебедянца Арефья Григорьевича Алтуфьева и его сыновей — Кирилла и Терентия, писанных (1622) в городовых дворянах с поместным окладом, и записанный в VI части дворянской родословной книги Орловской и Тамбовской губерний. К концу XVII века почти все ветви этого рода разорились, служили рейтарами, драгунами и солдатами, и фактически перешли в сословие однодворцев. Лишь потомок одного из сыновей Терентия, Иван Анисимович, сумел в середине XVIII века доказать дворянское происхождение своего рода. Его внуки Иван и Николай Александровичи - офицеры 28-го егерского полка, участники Отечественной войны 1812 года и Заграничного похода 1813-1814 года. В 1816 году, выйдя в отставку, поручик Николай Алтуфьев женился на Татьяне Сергеевне Некрасовой, родной тётке великого поэта.
Также из этого рода известны:
- Алтуфьев Владимир Иванович - подполковник, участник русско-турецкой войны 1877-78 гг., один из строителей Закаспийской железной дороги[3],
- Алтуфьев Аркадий Иванович - поручик, участник Китайского похода и Первой мировой войны[2],
- Алтуфьев Павел Владимирович - ротмистр Стародубовского драгунского полка[4], полковник Белой армии, участник Первой мировой и Гражданской войн.

Также Алтуфьевы (ведущие своё происхождение, скорее всего, от тамбовско-орловской ветви рода) владели имениями в Данковском уезде Рязанской губернии. Григорий Алтуфьев служил дьяком (1629).
Есть ещё другая ветвь рода Алтуфьевых, ведущая начало от Сидора Вавиловича служившего по Смоленску и Ростову, имевшего поместья в Ростовском уезде до литовского разорения и его сына Ивана (1688), но записаны по недостаточности представленных доказательств не в VI, а во II части ДРК Новгородской губернии.
Изначально род был не слишком известным и богатым, большей частью населял русскую провинцию, избегая столиц. Впоследствии разбогатели в связи со своим возвышением в обществе, владели многочисленными имениями в Орловской, Тамбовской, Рязанской, Курской, Тульской и Новгородских губерниях. Известный памятник усадебной архитектуры Алтуфьево, также принадлежал этому роду.

## Описание герба
Посредине щита горизонтально изображена серебряная стена. Над нею, в голубом и красном полях, крестообразно означены две серебряные сабли, остроконечиями обращённые вниз, в нижней части, в чёрном поле, из углов щита диагонально выходят две золотые пламенные луча.
Щит увенчан обыкновенным дворянским шлемом и короной со страусовыми перьями. Намёт на щите красный и голубой, подложенный золотом. Герб рода Алтуфьевых внесён в Часть 9 Общего гербовника дворянских родов Всероссийской империи, страница 49.

## Известные представители
- Олтуфьев Григорий — дьяк (1629).
- Олтуфьев Никита Григорьевич — стольник патриарха Филарета (1629)[6].